# Биковський Ян Демидович
Бико́вський Ян (Іва́н Деми́дович) (? — 1699, Київ, Московське царство) — засновник київської гілки роду Биковських, діяч київського магістрату, був бурмістром, а після викриття та звільнення з посади в 1687 році війта Ждана Тадрини обійняв його місце. 
У 1688 році він придбав землю на Кудрявці, де заснував хутір і шинок, після чого ця місцевість певний час стала називатися Биковщиною. 
Наприкінці XVII століття володів трьома десятками дворів на Подолі та на околицях міста, кількома крамницями. Серед маєтностей війта була і велика садиба поблизу церкви Миколи Притиска, оточена трьома незабудованими ділянками — вона стала родовою садибою Биковських.
Останні роки свого війтівства провів у монастирі, де й помер у 1699 році. Після того посаду війта зайняв його син, Федір Биковський. 